# Pozice rukou v baletu
V klasickém tanci, stejně jako i u ostatních tanců, se můžeme setkat s mnoha variantami postavení rukou. U většiny z nich se určuje také postavení prstů a dlaně.
Pozic rukou v baletu je několik: přípravná, tři základní, několik odvozených, jako například při postavení na čtvrtou arabesku, a objevují se i pozice přechodné mezi jednotlivými pozicemi. Tento článek je zaměřen na tři základní pozice rukou, přípravnou pozici a také na postavení prstů a dlaně.
Baletní pojmy, které se často spojují s postavením rukou, jsou: bras, á la barre, alongé, port de bras (může být petit nebo grand).
S polohami rukou a nohou a jejich pohybem se pojí pohyb hlavy, který je určen pravidly. Těmito pravidly se většinou řídíme při tréninku, např. při cvičení u tyče či na volnosti, zatímco v choreografii tomu tak vždy být nemusí.
Významů postavení rukou je několik: pomáhají při nácviku techniky, zvláště při skocích a piruetách, a všimneme si jich zejména v zakončeních vystoupení tanečníků.

## Pozice rukou a postavení prstů a dlaně[1]
- Postavení prstů a dlaně: Dlaň je zaoblená do tvaru protáhlého písmene „C“. Prsty jsou volně napnuté při sobě, ale ne úplně těsně. Palec je v opozici přibližně proti ukazováku a prostředníku, který se mírně vnořuje do dlaně směrem proti palci. Ruka by měla být uvolněná, ne křečovitá a měla by tvořit pokračování paže.
  - Častými chybami jsou křečovitě propnuté prsty, s tím spojený vyčnívající ukazovák nebo špatně postavený palec spojený s prostředníkem.
  - Toto je obvyklé postavení prstů a dlaně v klasickém tanci. V jeho moderní podobě, a zvláště u některých moderních technik, se můžeme setkat i s jinými typy. Například: Všechny prsty jsou u sebe v protažení natažené dlaně otevřené směrem ven.

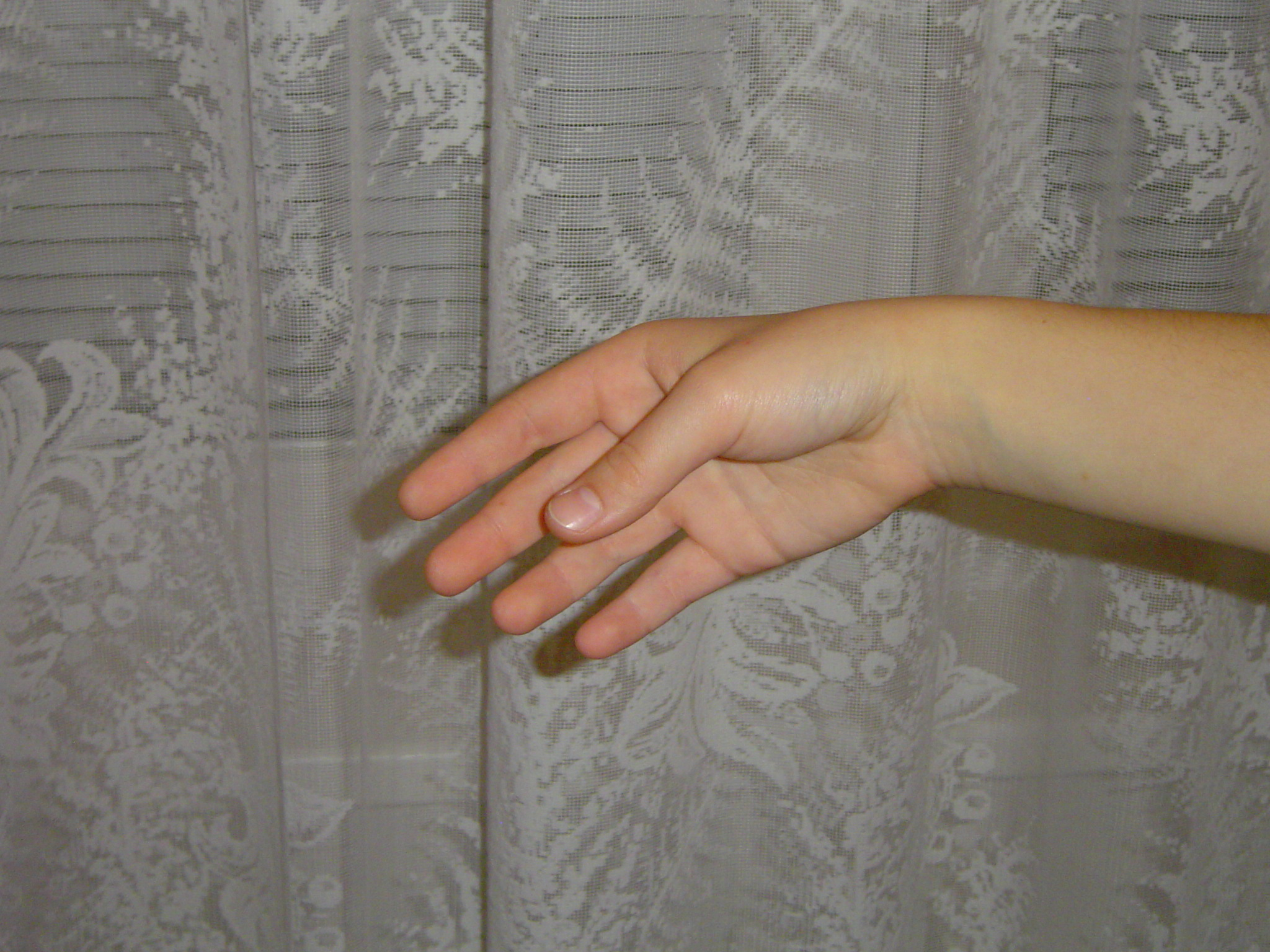
Postavení prstů a dlaně
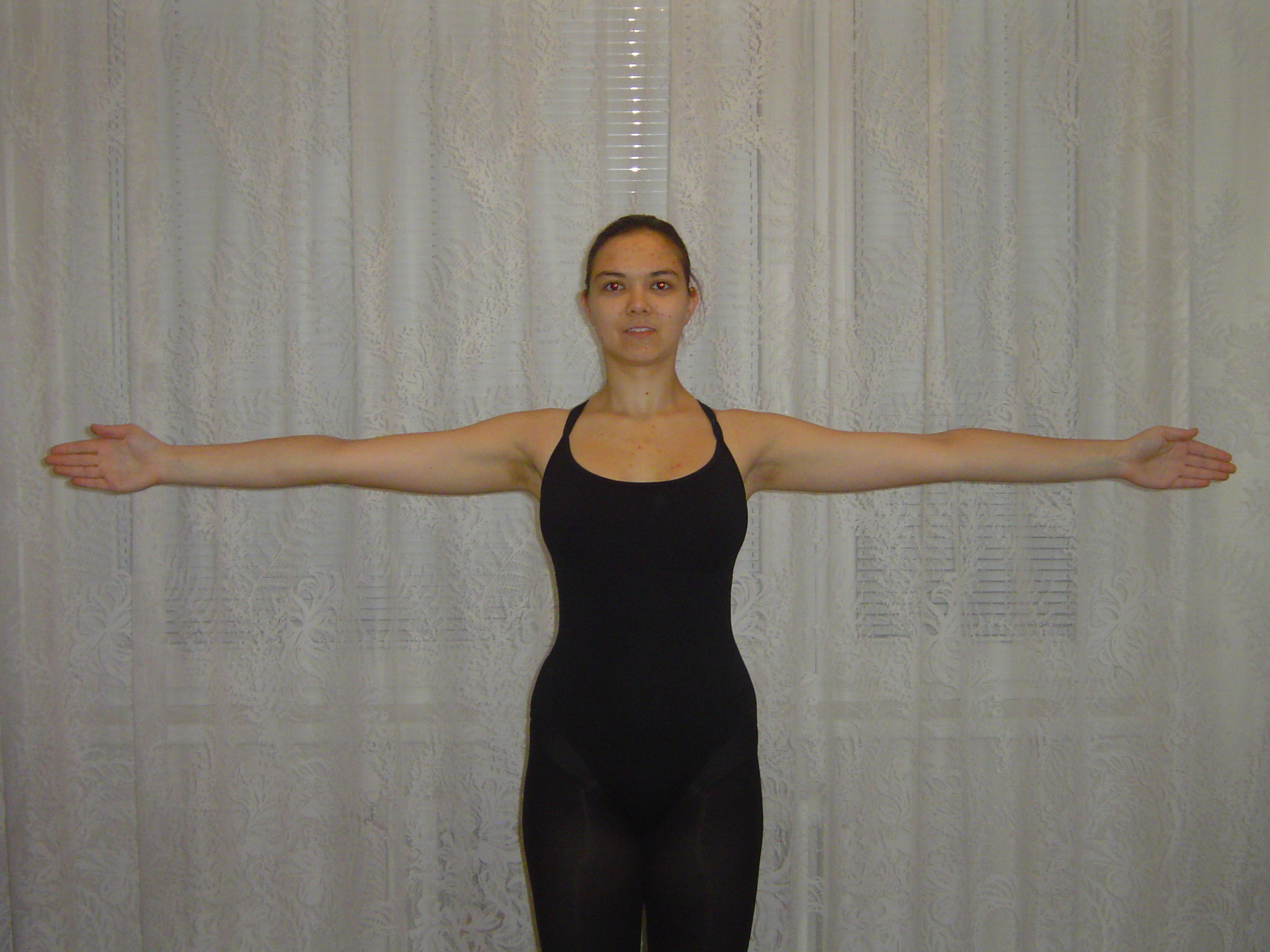
Moderní provedení druhé pozice

- Přípravná pozice: Název přípravná vychází z toho, že je to pozice, ze které se většinou začíná pohyb rukou, hlavně při cvičení techniky u tyče a na volnosti. Ruce jsou volně spuštěny od ramen dolů před tělem, nedotýkají se jej, a ani se nedotýkají prsty rukou navzájem. Dlaně jsou zhruba v úrovni podbřišku a jsou otevřené směrem nahoru. Lokty směřují do stran a jsou od těla.

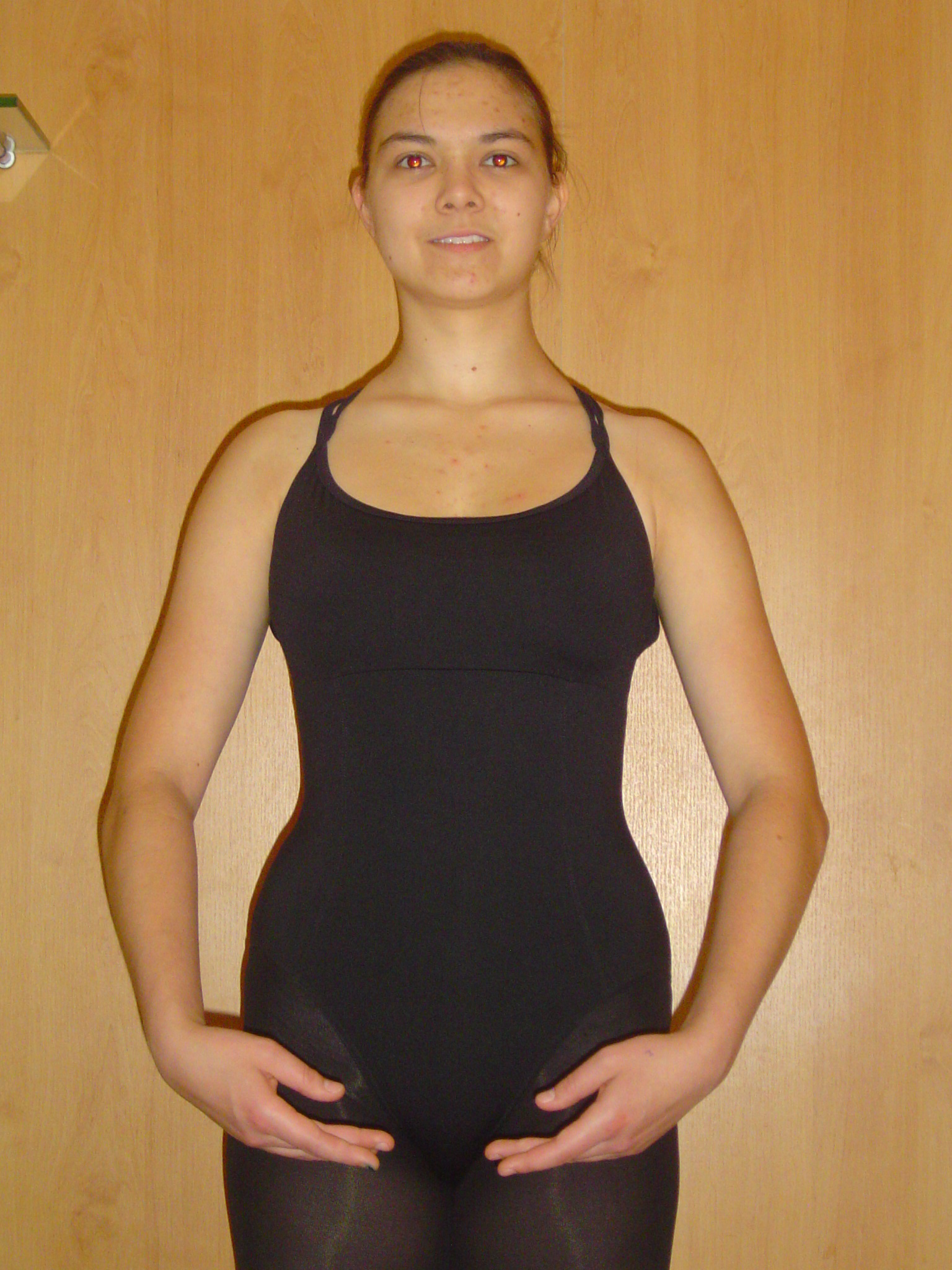
Přípravná pozice

- První pozice: Postavení rukou směrem vpřed. Dlaně, paže a lokty mají stejné postavení jako v přípravné pozici, jen se zvednou do výše pasu (pupku), ne výš - paže by neměly zakrývat hrudník. Správné provedení této pozice je velmi důležité, protože jsou tak zpevněny a správně postaveny svaly na rukách a na zádech, což je nutné při točení piruet a provádění skoků či složitějších prvků.

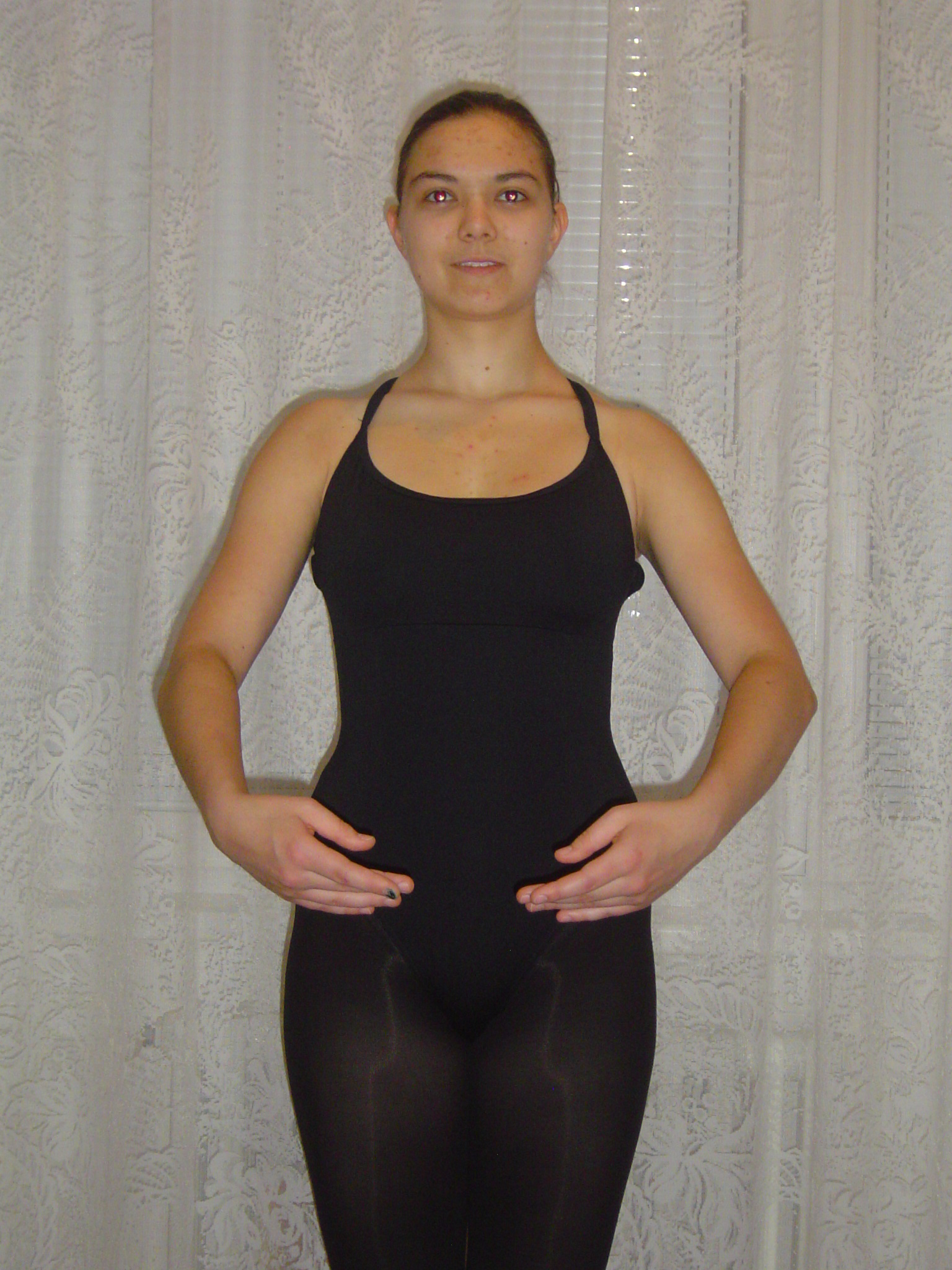
První pozice zepředu
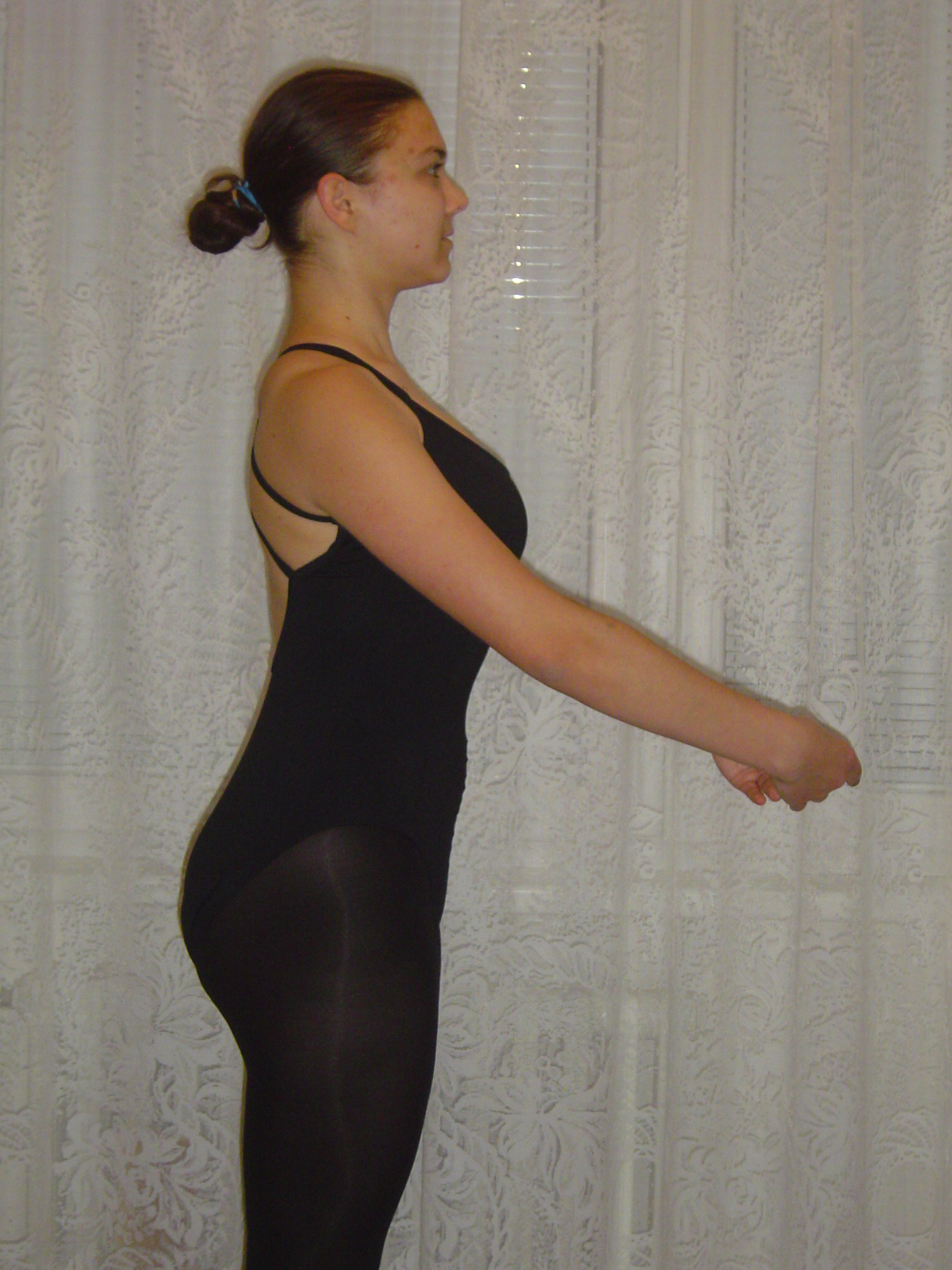
První pozice z boku

- Druhá pozice: Postavení rukou směrem stranou. Paže se z první pozice otevřou směrem ven do stran. Nyní jsou o trochu výš než v první pozici (přibližně ve výši spodní části hrudníku), ale nesmí přesáhnout úroveň ramen. Paže jsou stále před tělem, nikoli úplně stranou nebo za tělem. Při správném provedení se může dostavit bolest svalů paží a zad, která při opakovaném tréninku postupně vymizí.

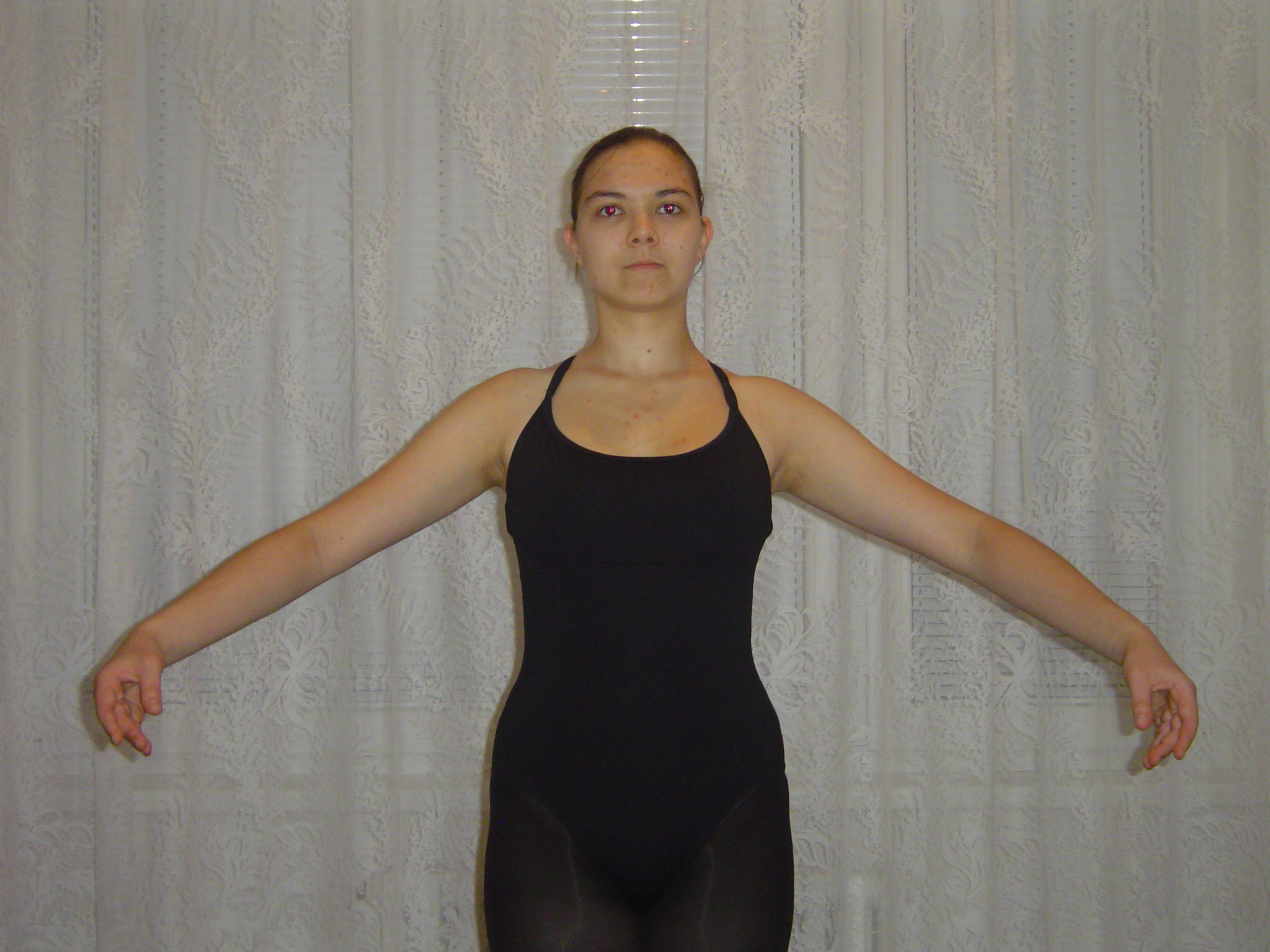
Druhá pozice

- Třetí pozice: Postavení rukou směrem vzhůru. Tvarem připomíná kruh, ovál či elipsu. Jedná se v podstatě o přípravnou pozici zvednutou nad hlavu, přesněji nad čelo. Lokty stále směřují do stran, ne před sebe ani za sebe. Dlaně jsou pořád v protažení paží, nepadají dolů na hlavu. Jestliže máme ruce v této pozici a hlava směřuje vpřed, měli bychom periferně vidět celé svoje paže.

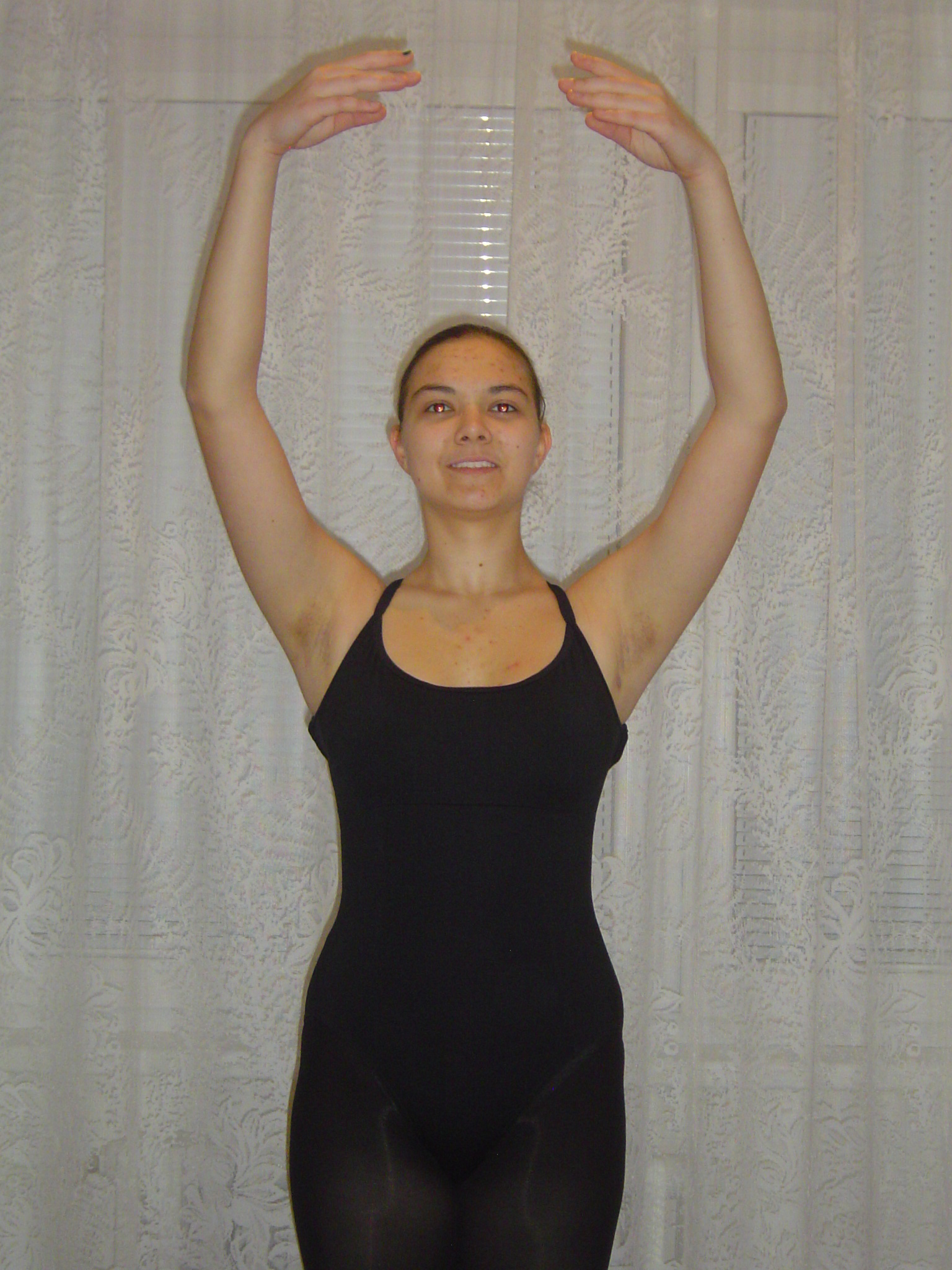
Třetí pozice
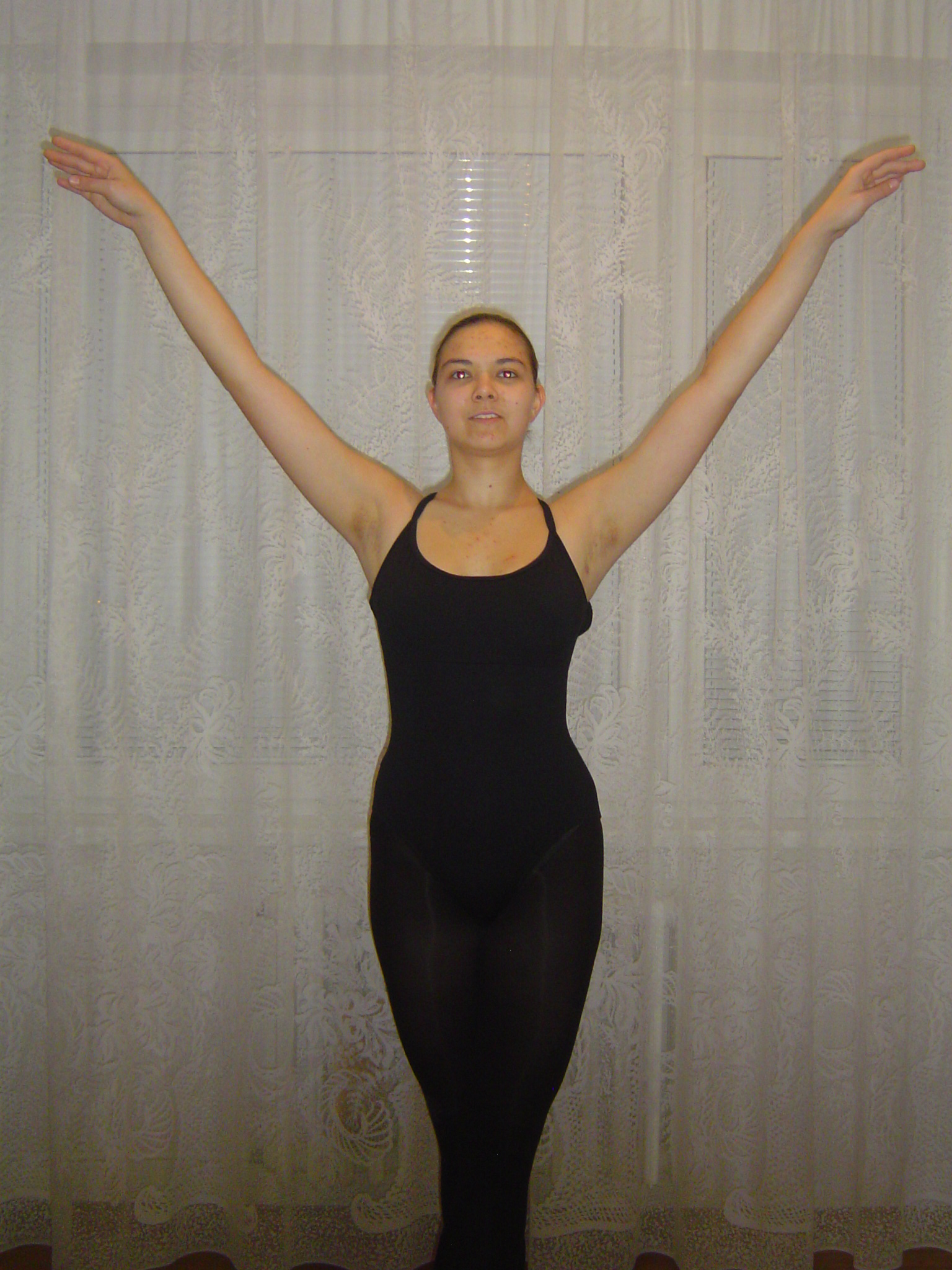
Třetí pozice na alonge

- Ve všech pozicích je velmi důležité nezvedat ramena, křečovitě nezatínat svaly a dodržovat správné držení těla, zvláště zad. Každá pozice i pohyb má vypadat lehce a snadně.